# Вздул-Кольонія
Вздул-Кольонія (пол. Wzdół-Kolonia) — село в Польщі, у гміні Бодзентин Келецького повіту Свентокшиського воєводства.
Населення — 266 осіб (2011).
У 1975-1998 роках село належало до Келецького воєводства.

## Демографія
Демографічна структура на день 31 березня 2011 року:
|          | Загалом | Допрацездатний вік | Працездатний вік | Постпрацездатний вік |
| -------- | ------- | ------------------ | ---------------- | -------------------- |
| Чоловіки | 116     | 28                 | 78               | 10                   |
| Жінки    | 150     | 35                 | 90               | 25                   |
| Разом    | 266     | 63                 | 168              | 35                   |